# Jean-Henri de Salette
Jean-Henri de Salette, né dans le Béarn vers 1588 et mort le 21 juin 1658, est un ecclésiastique qui devient évêque de Lescar de 1625 à 1658.

## Biographie
Jean-Henri de Salette est le fils de Pierre seigneur de Montardon et de Suzanne de Zoller, fille d'un capitaine de la Garde suisse. Il naît dans une famille de réformés et abjure en 1615. Il fait ses études à Toulouse puis à Paris, est ordonné prêtre vers 1621 et devient chanoine puis vicaire général de son oncle l'évêque de Lescar Jean de Salette († 1632). Ce dernier résigne le siège épiscopal en sa faveur le 12 juillet 1625. Il est désigné le 8 août de la même année mais confirmé seulement le 12 février 1629 et consacré le 6 octobre 1630 par l'archevêque d'Auch. Il meurt le 21 juin 1658.
Il est député pour les États de Béarn en 1634 à la cour de France afin de « défendre les coutumes ». Ils le choisissent encore en 1643 pour prêcher contre les calvinistes devant le jeune Louis XIV et la reine mère Anne d'Autriche.